# سيرغي جلادير
سيرغي جلادير (بالأوكرانية: Гладир Сергій Вікторович) مواليد 17 أكتوبر 1988 في ميكولايف، الجمهورية الأوكرانية السوفيتية الاشتراكية، هو لاعب كرة سلة أوكراني. بدأ مسيرته الاحترافية في سنة 2004. تم اختياره من قبل فريق أتلانتا هوكس خلال الدرافت. يلعب مع نادي موناكو في الدوري الفرنسي لكرة السلة الدرجة الأولى. يحمل الرقم 8. يبلغ طوله 6 قدم 5 بوصة (2.0 م).

## المسيرة الاحترافية
لعب مع باسكت مانريسا في الدوري الإسباني من سنة 2009 إلى 2012، ثم لعب مع بالونكيستو فوينلابرادا في موسم 2012–2013، ثم لعب مع جاي إس إف نانتير في الدوري الفرنسي في موسم 2013–2014، ثم لعب مع نانسي باسكت في موسم 2014–2015، ثم لعب مع نادي موناكو لكرة السلة في سنة 2015.

## روابط خارجية
- سيرغي جلادير على موقع الاتحاد الدولي لكرة السلة (الإنجليزية)
- سيرغي جلادير على موقع سبورتس رفرنس (الإنجليزية)
- سيرغي جلادير على موقع الدوري الإسباني لكرة السلة (الإسبانية)
- سيرغي جلادير على موقع كرة السلة الأوروبية.كوم (الإنجليزية)
- سيرغي جلادير على موقع DraftExpress.com (الإنجليزية)
- سيرغي جلادير على موقع ريلجم (الإنجليزية)
- سيرغي جلادير على موقع بروبوليرز (الإنجليزية)
- سيرغي جلادير على موقع سبورتس رفرنس (الإنجليزية)